# Выборы в Липецкий областной совет депутатов (2016)
Выборы депутатов Липецкого областного совета депутатов шестого созыва состоялись в Липецкой области 18 сентября 2016 года в единый день голосования, одновременно с выборами в Государственную думу РФ. Выборы проходили по смешанной избирательной системе: из 56 депутатов 28 избирались по партийным спискам (пропорциональная система), остальные 28 — по одномандатным округам (мажоритарная система). Для попадания в областной совет депутатов по пропорциональной системе партиям необходимо преодолеть 5%-й барьер. Срок полномочий депутатов — пять лет.
На 1 июля 2016 года в области было зарегистрировано 943 056 избирателей. Явка составила 52,08 %.

## Ключевые даты
- 16 июня Липецкий областной совет депутатов назначил выборы на 18 сентября 2016 года (единый день голосования).[2]
  - 21 июня постановление о назначении выборов было опубликовано в СМИ.[3]
- 21 июня Избирательная комиссия Липецкой области утвердила календарный план мероприятий по подготовке и проведению выборов.[3]
- с 22 июня по 21 июля — период выдвижения кандидатов и списков.[3]
  - агитационный период начинается со дня выдвижения и заканчивается и прекращается за одни сутки до дня голосования.[3]
- с 9 по 24 июля — период представления документов для регистрации кандидатов и списков.[3]
- с 20 августа по 16 сентября — период агитации в СМИ.[3]
- 17 сентября — день тишины.[3]
- 18 сентября — день голосования.

## Участники

### Выборы по партийным спискам
По единому округу партии выдвигали списки кандидатов. Для регистрации выдвигаемого списка партиям требовалось собрать от 4732 до 5205 подписей избирателей (0,5 % от числа избирателей).
| 1 | Единая Россия                                                    | Олег Королёв • Павел Путилин • Юрий Савин                 | 14 | 45 | зарегистрирован                                                    |
| 2 | Патриоты России                                                  | Андрей Григорьев                                          | 12 | 13 | зарегистрирован                                                    |
| 3 | Партия пенсионеров                                               | Людмила Яськова • Максим Мраев • Михаил Гладышев          | 14 | 17 | зарегистрирован                                                    |
| 4 | Яблоко                                                           | Александр Сешенов • Людмила Ртищева                       | 7  | 16 | зарегистрирован                                                    |
| 5 | КПРФ                                                             | Николай Разворотнев • Татьяна Копылова • Сергей Токарев   | 14 | 44 | зарегистрирован                                                    |
| 6 | Коммунисты России                                                | Вадим Трофимов                                            | 11 | 12 | зарегистрирован                                                    |
| 7 | ЛДПР                                                             | Владимир Жириновский • Максим Халимончук                  | 14 | 30 | зарегистрирован                                                    |
| 8 | Справедливая Россия                                              | Сергей Миронов • Владимир Чеботарёв • Лариса Ксенофонтова | 14 | 43 | зарегистрирован                                                    |
| 9 | Казачья партия Российской Федерации                              | Олег Ушаков • Вадим Давыдов • Александр Быков             | 14 | 33 | зарегистрирован                                                    |
| — | Добрых дел, защиты детей, женщин, свободы, природы и пенсионеров | Вячеслав Медведкин • Пётр Ролдугин • Александр Киселёв    | 14 | 22 | отказано в регистрации (не представлены документы для регистрации) |
| — | Партия пенсионеров России                                        | Владимир Леденев • Наталия Николаева                      | 9  | 11 | отказано в регистрации (не представлены документы для регистрации) |
| *Региональная группа соответствует двум одномандатным округам и должна включать от 1 до 3 кандидатов. Региональных групп должно быть от 7 до 14. |                                                                  |                                                           |    |    |                                                                    |
| **Без учёта выбывших кандидатов. Общее число кандидатов не должно превышать 45 человек.                                                          |                                                                  |                                                           |    |    |                                                                    |

### Выборы по округам
По 28 одномандатным округам кандидаты выдвигались как партиями, так и путём самовыдвижения. Кандидатам требовалось собрать 3 % подписей от числа избирателей соответствующего одномандатного округа.
| Партия | Партия              | Кандидатов |
| ------ | ------------------- | ---------- |
|        | Единая Россия       | 27         |
|        | КПРФ                | 28         |
|        | Коммунисты России   | 13         |
|        | ЛДПР                | 28         |
|        | Патриоты России     | 1          |
|        | Справедливая Россия | 25         |
|        | Яблоко              | 3          |
|        | Самовыдвижение      | 3          |
| Всего  | Всего               | 128        |

| №  | Состав                                                           | Избирателей |
| -- | ---------------------------------------------------------------- | ----------- |
| 1  | частично город Липецк                                            | 35 150      |
| 2  | частично город Липецк                                            | 34 881      |
| 3  | частично город Липецк                                            | 35 339      |
| 4  | частично город Липецк                                            | 33 758      |
| 5  | частично город Липецк                                            | 37 132      |
| 6  | частично город Липецк                                            | 36 365      |
| 7  | частично город Липецк                                            | 34 694      |
| 8  | частично город Липецк                                            | 30 752      |
| 9  | частично город Липецк                                            | 31 189      |
| 10 | частично город Липецк                                            | 35 939      |
| 11 | частично город Липецк                                            | 31 619      |
| 12 | частично город Липецк                                            | 33 244      |
| 13 | Добровский район, частично Липецкий район                        | 33 521      |
| 14 | частично Грязинский район                                        | 30 893      |
| 15 | частично Грязинский район                                        | 30 974      |
| 16 | Добринский район                                                 | 29 324      |
| 17 | Усманский район                                                  | 39 213      |
| 18 | Хлевенский район, частично Задонский район                       | 35 333      |
| 19 | Воловский район, Тербунский район                                | 29 954      |
| 20 | Измалковский район, Долгоруковский район                         | 29 066      |
| 21 | частично город Елец                                              | 36 560      |
| 22 | частично город Елец                                              | 37 105      |
| 23 | Елецкий район, частично город Елец                               | 35 364      |
| 24 | Краснинский район, Становлянский район, частично Задонский район | 35 350      |
| 25 | Данковский район                                                 | 30 314      |
| 26 | Чаплыгинский район, Лев-Толстовский район                        | 38 768      |
| 27 | Лебедянский район                                                | 35 689      |
| 28 | частично Липецкий район                                          | 30 517      |

## Результаты
| Место                      | Место                      | Партия                              | по областным спискам | по областным спискам | по областным спискам | по одно- мандатным округам | всего         | всего   |
| Место                      | Место                      | Партия                              | Голоса               | %                    | Получено мест        | Получено мест              | Получено мест | %       |
| -------------------------- | -------------------------- | ----------------------------------- | -------------------- | -------------------- | -------------------- | -------------------------- | ------------- | ------- |
|                            | 1.                         | «Единая Россия»                     | 264 026              | 53,88 %              | 18                   | 27                         | 45            | 80,36 % |
|                            | 2.                         | КПРФ                                | 66 967               | 13,67 %              | 4                    | 0                          | 4             | 7,14 %  |
|                            | 3.                         | ЛДПР                                | 59 049               | 12,05 %              | 4                    | 0                          | 4             | 7,14 %  |
|                            | 4.                         | «Справедливая Россия»               | 35 339               | 7,21 %               | 2                    | 0                          | 2             | 3,57 %  |
|                            |                            |                                     |                      |                      |                      |                            |               |         |
|                            | 5.                         | Партия пенсионеров                  | 22 950               | 4,68 %               | 0                    | —                          | 0             | 0 %     |
|                            | 6.                         | «Коммунисты России»                 | 13 100               | 2,67 %               | 0                    | 0                          | 0             | 0 %     |
|                            | 7.                         | «Яблоко»                            | 8277                 | 1,69 %               | 0                    | 0                          | 0             | 0 %     |
|                            | 8.                         | «Патриоты России»                   | 4658                 | 0,95 %               | 0                    | 0                          | 0             | 0 %     |
|                            | 9.                         | Казачья партия Российской Федерации | 4153                 | 0,85 %               | 0                    | —                          | 0             | 0 %     |
|                            |                            | Самовыдвижение                      | —                    | —                    | —                    | 1                          | 1             | 1,79 %  |
| Недействительные бюллетени | Недействительные бюллетени | Недействительные бюллетени          | 11 493               | 2,35 %               |                      |                            |               |         |
| Всего                      | Всего                      | Всего                               | 490 012              | 100 %                | 28                   | 28                         | 56            | 100 %   |